# Novopangaea

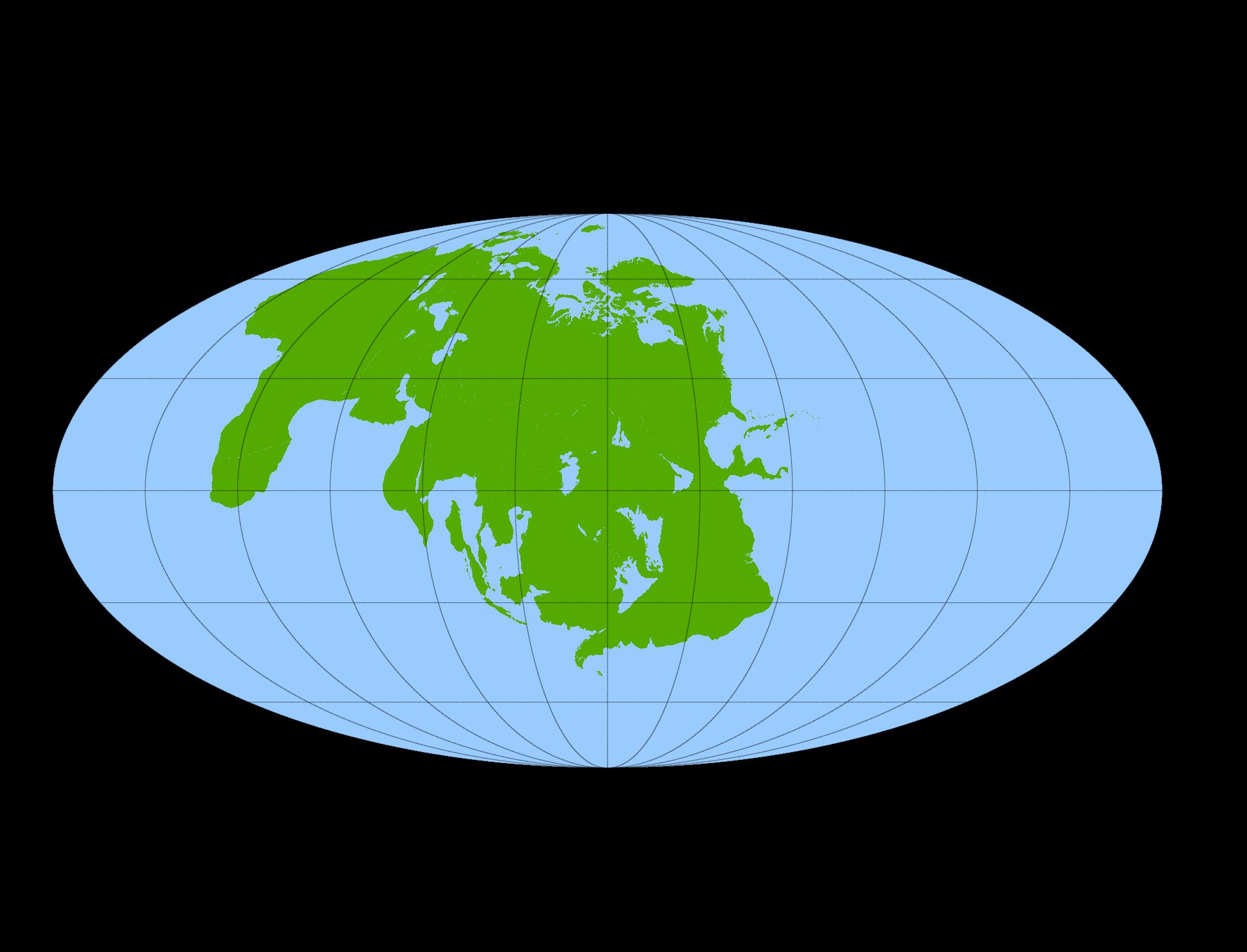
Vermutetes Aussehen von Novopangaea

Novopangaea oder Novopangea (griechisch-lateinisch für „Neues Pangaea“) ist ein möglicher Zukunfts-Superkontinent, der von Roy Livermore (jetzt an der University of Cambridge) in den späten 1990er Jahren postuliert wurde. Er geht von der Schließung des Pazifiks aus und dem Andocken von Australien an Ostasien sowie der Nordbewegung der Antarktis.

## Alternative Szenarien
Paläogeologe Ronald Blakey hat die nächsten 15 bis 100 Millionen Jahre der tektonischen Entwicklung als ziemlich beständig und vorhersehbar beschrieben, aber in diesem Zeitrahmen wird sich kein Superkontinent bilden. Darüber hinaus warnt er davor, dass die geologischen Aufzeichnungen voller unerwarteter Verschiebungen der tektonischen Aktivität sind, die weitere Projektionen „sehr, sehr spekulativ“ machen. Zusätzlich zu Novopangaea wurden zwei weitere hypothetische Superkontinente – „Amasia“ und Christopher Scoteses „Pangaea Proxima“ – in einem Artikel vom Oktober 2007 in New Scientist illustriert. Das vierte Szenario ist der Superkontinent Aurica, bei dem sich sowohl der Pazifik als auch der Atlantik schließt.